# Escudo de Torreblanca

Escudo de Torreblanca.

El escudo de Torreblanca es un símbolo representativo oficial del municipio valenciano de Torreblanca (Plana Alta). Tiene el siguiente blasonamiento:

«Escudo cuadrilongo de punta redonda. En campo de gules, una torre de plata, mazonada de sable, acostada de dos leones de oro, coronados, empinados y rampantes. La torre cargada de una custodia de oro con viril de plata. Al timbre, corona real abierta.»

## Historia
El escudo se aprobó por Resolución del 26 de mayo de 2006, del consejero de Justicia, Interior y Administraciones Públicas, publicada en el DOGV n.º 5.287, el 23 de junio de 2006.
La torre de color blanco es una arma parlante tradicional relativa al nombre de la villa, que ya aparece, junto con los leones, en la iglesia parroquial de San Bartomeu y en los antiguos sellos municipales; además, la torre de plata sobre campo de gules quiere recordar también al obispo de Tortosa, primer señor feudal de la localidad, que le otorgó carta de población el 1576. 
La custodia es un símbolo del hecho histórico más importante sucedido en Torreblanca, que recuerda el saqueo de la villa llevado a cabo el agosto del 1397 por parte de los piratas barbarescos, entre el botín del cual se encontraba la custodia de la iglesia con la hostia consagrada. Cuando en Valencia supieron la noticia, el Consejo del Reino organizó una expedición de castigo para recuperar los objetos sagrados, en la cual participaron fuerzas del Reino de Valencia, del de Mallorca y del Principado de Cataluña, además de gente procedente del Reino de Aragón.

Sello de la Alcaldía en 1876

En el Archivo Histórico Nacional se conservan dos sellos en tinta de 1876, de la Alcaldía y del Ayuntamiento. Van acompañados de la siguiente nota:

El origen de estos sellos según tradición, procede de cuando el Moro robó la custodia de esta parroquia y fu recuperada en una batalla que tuvieron con los Cristianos, en la cual un león se apoderó del que la llevaba destrozandole en el suelo; por cuyo motivo figuran los dos leones al lado de la Torre de la parroquia, y es en la forma que aparecen en ambos sellos de la cabecera.
L'origen d'aquests segells segons la tradició, procedeix de quan el moro furtà la custòdia d'aquesta parròquia i fou recuperada en una batalla que tingueren amb els cristians, en la qual un lleó es va apoderar del que la portava destrossant-lo en terra; i és per aquest motiu que figuren els dos lleons al costat de la Torre de la parròquia, i és en la forma que apareixen en ambdós segells de la capçalera